# Kernenergiecentrale Genkai
Kernenergiecentrale Genkai (Japans: 玄海原子力発電所, Genkai genshiryoku hatsudensho) is een kerncentrale in de gemeente Genkai in de prefectuur Saga in Japan. De centrale beschikt over vier reactoren en kan een vermogen van 3478 MW produceren.

## Reactor 4 buiten gebruik
Op 4 oktober 2011 omstreeks 1:40 PM (JST) werd reactor 4 automatisch stilgelegd, nadat er problemen waren geconstateerd in de condensor van het koelsysteem van de reactor. Kyushu Electric Power Company, de eigenaar van de centrale liet weten, dat er geen straling was vrijgekomen buiten de centrale. Op dat moment was slechts een van de zes reactoren van de maatschappij nog actief.

## Alle reactoren stilgelegd
Op zondag 25 december werd ook de laatste nog werkende reactor in Genkai stilgelegd voor controles. Vanwege het schandaal, waarbij Kyushu Electric de eigenaar van de centrale, de publieke opinie ten aanzien van kernernergie probeerde te manipuleren, was het onzeker wanneer de reactoren weer in gebruik konden worden genomen.

## Reactor 3, na een week weer buiten gebruik gesteld
Op 23 maart 2018 werd reactor 3 weer opgestart. Na zeven jaar buiten gebruik geweest te zijn. Een week later werd de reactor, nadat er een lek ontdekt was, weer buiten gebruik gesteld. Volgens de eigenaar Kyushu Electric Power van de centrale was er geen radioactiviteit vrijgekomen.

## Juridische procedures tegen de centrales
In augustus 2010 werd er door 130 klagers een procedure gestart om af te dwingen dat er verder geen MOX-brandstof in reactor nr. 3 zou worden gebruikt.
In juli 2011 dienden 90 mensen een bezwaar in tegen de her-ingebruikname van reactor 2 en 3.
Op 27 december 2011 werd een derde juridische procedure gestart door om en nabij 290 klagers, voornamelijk inwoners van de prefecturen Saga en Fukuoka, om de sluiting af te dwingen van alle vier reactoren.   In het verzoekschrift werd naar voren gebracht dat na de ramp in Fukushima de risico's van kernenergie duidelijk geworden waren, en dat een ongeluk de levens en de gezondheid van de omwonenden in gevaar zou brengen. Vooral reactor nr. 1 werd vanwege zijn hoge leeftijd van 36 jaar als groot veiligheids-risico ingeschat.